# Realisme (kunststroming)

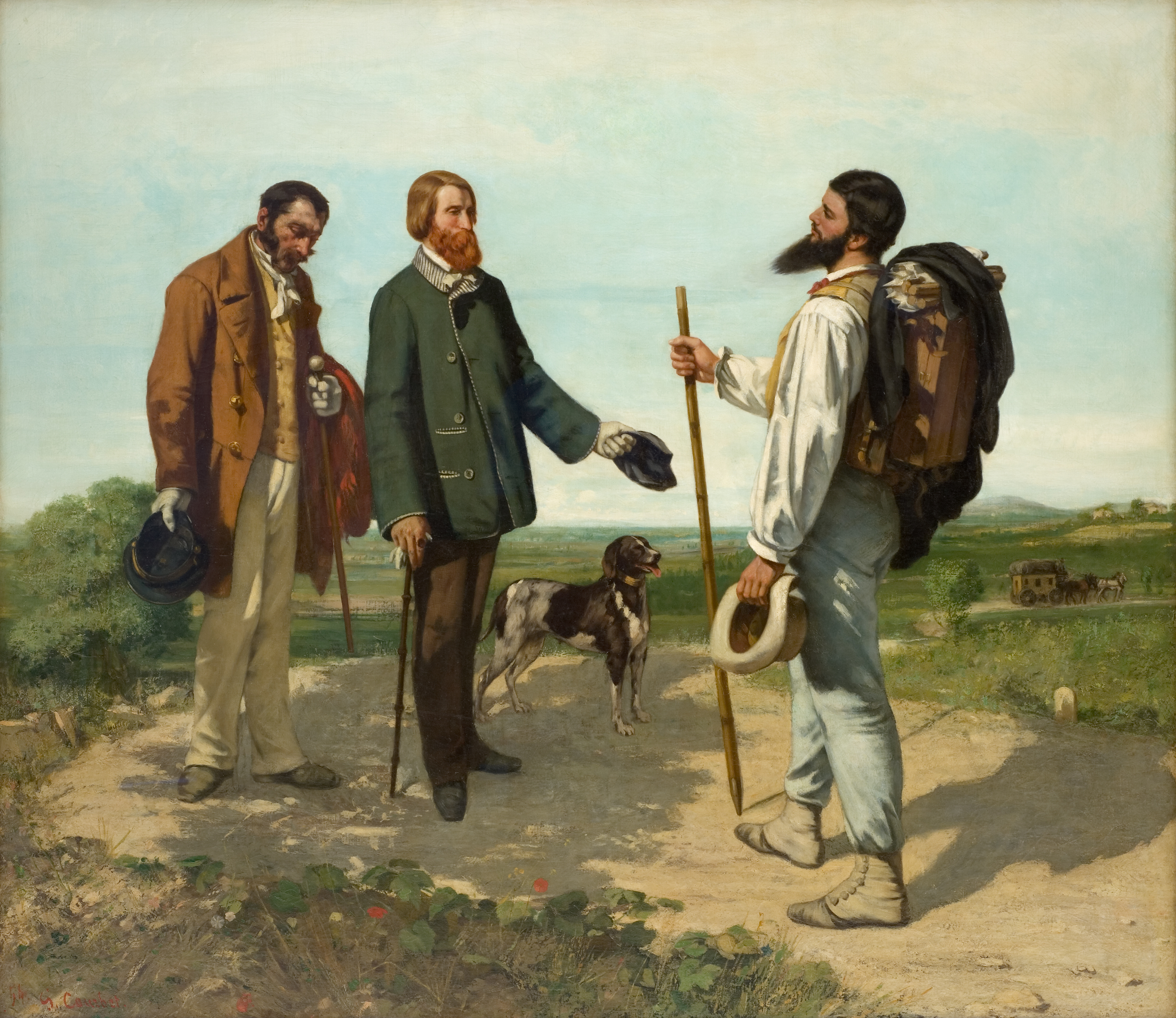
Bonjour Monsieur Courbet, 1854. Realistisch schilderij door Gustave Courbet.

Het realisme was een stroming in de 19e-eeuwse beeldende kunst, theater en literatuur, waarin gestreefd werd naar het weergeven van de (maatschappelijke) werkelijkheid. De stroming was vooral sterk in Frankrijk rond het midden van de 19e eeuw en wordt gezien als reactie op de romantiek. Daarnaast had het opkomende marxisme een belangrijke invloed door de gewone arbeider centraal te stellen. Uitgangspunt van de stroming was een uitspraak van Baudelaire: "je moet in je eigen tijd staan".
Al snel verspreidde zich het realisme de overige landen over Europa, waarbij Rusland een van de eersten was.

## Realistische schilderkunst
Halverwege de 19e eeuw rees er bij diverse schilders verzet tegen de afstandelijke stijl van het classicisme en de overdreven stijl van de romantiek. Het realisme beeldde alledaagse gebeurtenissen af, een groet of gewone arbeiders aan het werk op het land. De manier van schilderen was vergelijkbaar met die van de romantiek: veel aardetinten en realistische verhoudingen en kleuren. Voor het eerst werd gezocht naar de ongeïdealiseerde werkelijkheid, dit uitte zich in het afbeelden van bezwete geharde havenarbeiders, maar ook in het afbeelden van schaam- en okselhaar in naakten. Dit riep veel weerstand op, critici vonden dat de realisten zich te veel richten op datgene wat lelijk was. Realisten zagen zichzelf meer als journalisten, maar koesterden ook zeker een romantisch verlangen naar de ongeïndustrialiseerde werkelijkheid.
Gustave Courbet was de oprichter, belangrijkste schilder en woordvoerder van het realisme.
Naar het voorbeeld van de Engelsen John Constable en John Crome gingen ze, vanaf 1832, "en plein air" schilderen, buiten, direct in de natuur, om bomen, planten, dieren en bevolking zo natuurgetrouw mogelijk te kunnen weergeven.

### België
Onderstaande groeperingen kon men hier onderscheiden:
- De Belgische barbizonisten vond men in de School van Tervuren van Hippolyte Boulenger.
- De Société Libre des Beaux-Arts groepeerde Charles Degroux, Constantin Meunier en vele andere realisten.

Andere essayisten wijden dan weer hun beschouwingen aan het sociaal realisme, dat zich ongeveer exclusief richt op de sociaal menselijke toestanden als arbeid, ziekte, ellende of geluk. 
Schilders van het realisme:
- Constantin Meunier
- Eugeen Van Mieghem
- Pierre Paulus

### Frankrijk
Groeperingen in het realisme:
- School van Barbizon

Schilders van het realisme:
- Gustave Courbet (oprichter, belangrijkste schilder en woordvoerder van het realisme)
- Jean-Baptiste Corot
- Thomas Couture (nam de lelijkheid als thema)
- Charles-François Daubigny
- Honoré Daumier (satirische cartoonist en schilder)
- Édouard Manet
- Jean-François Millet (romantisch realisme)
- Théodore Rousseau

### Nederland
- Haagse School van Jozef Israëls
- Larense School van Albert Neuhuys
- Onafhankelijk realisme

### Rusland
Groeperingen in het realisme:
- De Trekkers (Peredvizjniki) van (een groep van schilders die zich verzetten tegen de gedwongen regels van de Russische Academie)

Schilders van het realisme:
- Ilja Repin

### Verenigde Staten
Schilders van het realisme:
- Thomas Anshutz
- Thomas Eakins
- Edward Hopper
- James McNeill Whistler

## Realistische literatuur
Het realisme werd in de 19e eeuw een invloedrijke en maatschappijkritische stroming op allerlei kunstzinnige gebieden. Het bloeide op literair vlak vooral tussen 1830 en 1870, het eerst in Frankrijk met schrijvers als Louis Edmond Duranty en Jules Fleury, van waaruit het realisme zich naar omringende landen verspreidde. Het waaide ook over naar Nederland en België, al was daar in eerste instantie enkel sprake van een "gematigd" realisme; men schrijft weliswaar naar het echte leven, maar tegelijkertijd blijft de meer traditionele hang naar idealisering bestaan.
De bloeiperiode van het literair realisme valt min of meer samen met de verspreiding van de destijds geheel nieuwe techniek van het fotograferen. Een belangrijk gemeenschappelijk element tussen beide is het zogeheten werkelijkheidseffect.
Schrijvers van het realisme:
Nederlands
- Jan ten Brink
- Hildebrand
- Johannes Kneppelhout
- Rosalie Loveling
- Virginie Loveling
- Piet Paaltjens
- Gerrit van de Linde Janszoon

Duits
- Theodor Fontane
- Gottfried Keller
- Conrad Ferdinand Meyer
- Theodor Storm

Engels
- Charles Dickens
- Mark Twain

Frans
- Honoré de Balzac
- Louis Edmond Duranty
- Gustave Flaubert
- Jules Fleury
- Stendhal

Russisch
- Fjodor Dostojevski
- Nikolaj Gogol
- Ivan Toergenjev
- Lev Tolstoj
- Anton Tsjechov

absolute schilderkunst ·  abstract expressionisme · abstracte kunst · academische kunst · actionpainting · art brut · art deco · classicisme · colorfieldpainting · dadaïsme · expressionisme · fauvisme · figuratieve kunst · futurisme · hard edge · hyperrealisme · impressionisme · informele schilderkunst · jugendstil · kubisme · luminisme · magisch realisme · maniërisme · minimal art · naïeve kunst · naturalisme · neo-expressionisme · neo-impressionisme · nieuwe beelding · nieuwe zakelijkheid · op-art · orphisme · oriëntalisme · piëtisme · pittura metafisica · pixel art · pointillisme · popart · postimpressionisme · prerafaëlieten · primitivisme · realisme · romaans . romantiek · sociaal realisme · suprematisme · surrealisme · symbolisme · tachisme